# Andrew Spencer (Badminton)
Andrew Spencer (* um 1961) ist ein walisischer Badmintonspieler.

## Sportliche Erfolge
Andrew Spencer nahm als aktiver Sportler an den Commonwealth Games 1986 in der Disziplin Herreneinzel statt. Turniersiege feierte er bei den walisischen Badmintonmeisterschaften als Sieger in der Disziplin Herreneinzel (1990/91), Herrendoppel (1990/91) mit seinen Partnern Lyndon Williams und 1994 mit seinem Partner David Tonks sowie im Mixed 1986 gemeinsam mit Lesley Roberts. Bei seiner Teilnahme im Herrendoppel an den Badminton-Europameisterschaft 1992 in Glasgow schied er in der ersten Runde aus.